# Make Up (EP)
Make Up là mini-album đầu tay của nữ ca sĩ Hàn Quốc Hyomin. Cô là thành viên thứ hai trong nhóm nhạc nữ T-ara ra hoạt động solo sau Jiyeon. Với lần ra mắt này, Hyomin đã hợp tác cùng rapper Loco trong ca khúc chủ đề của album "Nice Body".

## Phát hành
Ngày 11 tháng 6, Hyomin phát hành teaser cho ca khúc mới của mình. Cô được cộng tác cùng nghệ sĩ hip-hop Loco trong ca khúc chủ đề "Nice Body" do Brave Brothers sản xuất. Ngày 30 tháng 6 năm 2014, Hyomin phát hành EP của mình mang tên Make Up với ca khúc chủ đề "Nice Body" được ra mắt cùng ngày cùng hai phiên bản 15+ và 19+. Một tháng sau, đĩa đơn thứ hai "Fake It" được phát hành. Ngoài ra, Hyomin cũng ra mắt ca khúc do chính cô sáng tác "Overcome" với 80% là phần rap. "Nice Body" xếp ở vị trí thứ 13 trên Gaon tuần dành cho các phiên bản kỹ thuật số.

## Danh sách bài hát
| STT              | Nhan đề                              | Phổ lời                     | Phổ nhạc                    | Thời lượng |
| ---------------- | ------------------------------------ | --------------------------- | --------------------------- | ---------- |
| 1.               | "Nice Body (ft. Loco)" (나이스 바디) | D.C. Kang, Loco (H.W. Kwon) | D.C. Kang, Elephant Kingdom | 3:28       |
| 2.               | "Fake It" (척했어)                   | D.C. Kang, Chakun           | D.C. Kang, Star Wars        | 3:09       |
| 3.               | "Over Come" (담)                     | Hyomin                      | Hyomin                      | 4:04       |
| 4.               | "Nice Body" (Inst.)                  |                             | D.C. Kang, Elephant Kingdom | 3:28       |
| 5.               | "Fake It" (Inst.)                    |                             | D.C. Kang, Star Wars        | 3:09       |
| Tổng thời lượng: | Tổng thời lượng:                     | Tổng thời lượng:            | Tổng thời lượng:            | 17:33      |

## Xếp hạng

### AlbumMake Up
| Bảng xếp hạng            | Vị trí cao nhất |
| ------------------------ | --------------- |
| Gaon Weekly Album Chart  | 6               |
| Gaon Monthly Album Chart | 15              |

### Đĩa đơn "Nice Body"
| Bảng xếp hạng            | Vị trí cao nhất |
| ------------------------ | --------------- |
| Gaon Weekly Album Chart  | 13              |
| Gaon Monthly Album Chart | 36              |

### Doanh số bán hàng
| Bảng xếp hạng           | Doanh số |
| ----------------------- | -------- |
| Gaon Yearly Album Chart | 8.868    |